# ساكورا تانغي
ساكورا تانغي (丹下桜 تانغي ساكورا) هي مطربة ومؤدية أصوات يابانية ولدت في 24 مارس 1973 في إيتشينوميا، آيتشي.

## أدوارها في الأنمي

### مسلسلات أنمي تلفزيونية
- كارد كابتور ساكورا - ساكورا كينوموتو
- كارد كابتور ساكورا: بطاقات كلير - ساكورا كينوموتو
- غاتشامان كراودز - المشرف X
- غاتشامان كراودز إنسايت - المشرف X
- كامينوميزو شيرو سيكاي 2 - يوتسوبا سوغيموتو
- ريفايوس اللامتناهية - كوزوي إيزومي
- عهد الأصدقاء - أنيتا
- دوغ دايز - فيول أماريتو
- أكويريون إيفول - كلير دولوسيرا
- أنت رهن الإعتقال - ساوري ساغا
- التلميذ المتخلف في ثانوية السحر - هاروكا أونو
- عشيقة (مؤقتة) - كلوي لومير
- تشايكا أميرة التابوت AVENGING BATTLE - تشايكا هارتغين
- فيت/أبوكريفا - أساسين السوداء
- فيت/إكسترا Last Encore - سيبر
- نهضة بطل الدرع - فيتوريا
- مرملاد بوي - سوزو ساكوما

### أفلام أنمي
- كارد كابتور ساكورا: ذا موفي - ساكورا كينوموتو
- كارد كابتور ساكورا ذا موفي: ذا سيلد كارد - ساكورا كينوموتو

## أدوارها في ألعاب الفيديو
- فيت/إكسترا - سيبر (شخصية اللاعب)
- فيت/إكستيلا: ذي أمبرال ستار - نيرو كلوديوس
- سلسلة ديد أور ألايف
  - ديد أور ألايف - كاسومي
  - ديد أور ألايف 2 - كاسومي
- عشيقة (مؤقتة) - كلوي لومير
- أنميتيك ستوري غيم 1: كارد كابتور ساكورا - ساكورا كينوموتو
- تتريس ويث كارد كابتور ساكورا: إترنال هارت - ساكورا كينوموتو

## وصلات خارجية
- ساكورا تانغي على موقع IMDb (الإنجليزية)
- ساكورا تانغي على موقع ميوزك برينز (الإنجليزية)
- ساكورا تانغي على موقع ديسكوغز (الإنجليزية)
- ساكورا تانغي على موقع قاعدة بيانات الفيلم (الإنجليزية)
- ساكورا تانغي على موقع ANN person (الإنجليزية)